# Тихоокеанский Северо-Запад
Тихоокеанский Северо-Запад (англ. Pacific Northwest), также называемый Каскадия (англ. Cascadia) — географический регион в северо-западной части Северной Америки. Западная граница региона — северо-восточная часть Тихого океана, восточная граница (частично) — Скалистые горы. Официальных границ региона не существует: в него однозначно включаются американские штаты Орегон, Вашингтон и Айдахо, и канадская провинция Британская Колумбия. Некоторые исследователи также включают в Тихоокеанский Северо-Запад Юго-Восточную Аляску, Северную Калифорнию, Западную Монтану и Юкон.
Крупнейший метрополитенский ареал региона — Сиэтл (штат Вашингтон) с населением ок. 4,1 млн человек; в агломерации Портленда (штат Орегон) проживают ок. 2,5 млн человек.
Американцы нередко путают понятия «Тихоокеанский Северо-Запад» (англ. Pacific Northwest) с «Старый Северо-Запад» (англ. Northwest Territory) и «Северо-Западные территории» (англ. Northwest Territories).
Особенностью региона является граница между двумя крупными дружественными странами: США и Канадой (по 49-й параллели), которая в неизменном виде существует уже не один век, со времён, когда в регионе жили фактически одни индейцы. По словам канадского историка Кена Коутса, граница не просто повлияла на Тихоокеанский Северо-Запад, а «история и характер региона были определены границей».
Тихоокеанский Северо-Запад являются частью мегарегиона Тихоокеанский регион.

## История
Тихоокеанский Северо-Запад на протяжении тысячелетий был населён различными племенами индейцев. Некоторые ученые рассматривают Тихоокеанское побережье как основной побережный миграционный маршрут при заселении Северной и Южной Америк народами позднего плейстоцена, переселявшимися из Северо-Восточной Азии в Америку.
Когда европейцы впервые достигли тихоокеанского северо-западного побережья, они обнаружили одно из самых сложных охотничьих и рыболовных обществ в мире с крупными осёдлыми деревнями, большими домами, системами социального ранга и престижа, обширными торговыми сетями и многими другими факторами, которые чаще всего ассоциируются с обществами, основанными на одомашненном сельском хозяйстве. В Британской Колумбии и на юго-востоке Аляски хайда и тлинкиты установили большие и искусно вырезанные тотемные столбы, которые стали символом художественных традиций Тихоокеанского Северо-Запада. По всему Тихоокеанскому северо-западу исторически проживали тысячи коренных народов, некоторые из них существуют и поныне, и продолжают исповедовать свои богатые культурные традиции, организуя свои общества вокруг кедра и лосося.
К числу сохранившихся русских поселений в регионе относятся: Уналашка (1774 год), Кадьяк (1791 год) и Ситка (1804 год), что делает их старейшими постоянными поселениями некоренных народов на Тихоокеанском Северо-Западе. Временное испанское поселение Санта-Крус-де-Нука (1789—1795) просуществовало несколько лет в проливе Нутка.
Среди других исторических поселений (основанных и управляемых Северо-Западной компанией, Тихоокеанской меховой компанией или Компанией Гудзонова залива): Форт-Сент-Джеймс (1806; старейший населённый пункт в Британской Колумбии к западу от Скалистых гор), Форт Астория (1811; старейший населённый пункт в штате Орегон), Форт Нез-Персес (1818), Форт Александрия (1821), Форт Ванкувер (1824), Форт Лэнгли (1827; старейший в южной части Британской Колумбии), Форт Нискуалли (1833) и Форт Виктория (1843).
Также представляют интерес первые поселения смешанного происхождения, которые иногда называют «поселениями метисов» или «поселениями французских канадцев». Местные и прибывшие «полукровки» (рождённые от европейцев и индейцев), местные и прибывшие коренные жители, а также «французские канадцы», все родом от когда-то прибывших сюда торговцев мехом, смогли мирно сосуществовать. Возникло мелкое сельское хозяйство. Католические миссии и церкви процветали в течение многих лет. Этими первыми поселениями были: Френч-Прейри, Френчтаун (близ города Уолла-Уолла), Каулиц-Прейри (штат Вашингтон), Френч-Сетлмент (Орегон) и Френчтаун (Монтана). Большинство людей смешанного происхождения в конечном итоге были переселены в индейские резервации или вокруг них в течение последующего периода или иным образом ассимилировались в основной среде.
См. также статьи Индейцы Северо-западного побережья, Индейцы Плато и История западного побережья Северной Америки
- Тихоокеанский Северо-Запад — вид из космоса
- Официальных границ Тихоокеанского Северо-Запада не существует
- Карта Тихоокеанского Северо-Запада (Чарлз Уилкс, 1841)
- «Открытие[англ.]» — первый европейский корабль, прибывший на Тихоокеанский Северо-Запад

### Территориальные споры
Первые официальные претензии на регион были предъявлены Испанией в 1513 году исследователем Васко Нуньесом де Бальбоа, первым европейцем, который увидел Тихий океан из Северной и Южной Америки. Деятельность Русской пушной промысловой компании через Российско-Американскую компанию простиралась от дальнего конца Тихого океана до так называемой Русской Америки. Это побудило Испанию направить экспедиции на север, чтобы утвердить испанские владения, в то время как капитан Джеймс Кук и последующие экспедиции Джорджа Ванкувера выдвинули британские претензии. По результатам «Конвенций о Нутке» (1790—1794) Испания отказалась от своих исключительных априорных притязаний и согласилась разделить регион с другими державами, отказавшись при этом от своего гарнизона в проливе Нутка.
США выдвинули территориальные претензии, основанные на открытиях Роберта Грея и экспедиции Льюиса и Кларка. Был построен форт Астория, в 1821 году заключён Договор Адамса — Ониса. С 1810-х по 1840-е годы современные штаты Вашингтон, Орегон, Айдахо и западная Монтана, наряду с большей частью Британской Колумбии, были частью того, что США называли Орегонская земля, а Британия — округ Колумбия. В 1818 году была заключена Англо-американская конвенция. В 1840 году регион исследовал офицер Чарлз Уилкс. На протяжении нескольких десятилетий де-факто главой региона был Джон Маклафлин (1784—1857) — франко-канадец, позднее американец, «Отец Орегона».
В 1845 году президентом США стал Джеймс Нокс Полк. Его предвыборная кампания была ориентирована на расширение границ страны на запад. Действительно, его президентский срок ознаменовался крупнейшими территориальными приобретениями США со времён Луизианской покупки: были завоёваны Нью-Мексико и Калифорния в ходе американо-мексиканской войны, а также Великобритания уступила Орегон. Таким образом, США обрели выход ко второму океану и стали крупной тихоокеанской державой. После войны с Великобританией пограничный спор о границе Орегона был урегулирован в Орегонском договоре 1846 года, разделившем регион вдоль 49-й параллели и разрешившем большинство, но не все, пограничных споров (см. Война из-за свиньи). В 1848 году была образована Территория Орегон, в 1853 году — Территория Вашингтон.
Материковая территория к северу от 49-й параллели оставалась неинкорпорированной до 1858 года, когда массовый приток американцев (и авантюристов других национальностей) во время Золотой лихорадки в каньоне Фрейзер вынудил губернатора острова Ванкувер Джеймса Дугласа объявить территорию Коронной колонией. Две колонии были объединены в 1866 году, чтобы сократить расходы, и присоединились к Доминиону Канада в 1871 году.
Во время Гражданской войны официальные лица Британской Колумбии настаивали на том, чтобы Лондон вторгся на территорию Вашингтон и завоевал её, пытаясь воспользоваться тем, что американцы отвлеклись на войну в Восточном регионе, но британцы отказались от этого предложения.
Американское экспансионистское давление на Британскую Колумбию продолжалось и после того, как колония стала провинцией Канады, хотя американцы, живущие в провинции, не питали аннексионистских наклонностей. Во время спора о границе Аляски президент США Теодор Рузвельт пригрозил вторгнуться в Британскую Колумбию и аннексировать её, если Великобритания не уступит в вопросе о портах Юкона. В совсем недавнее время, во время так называемой «Лососевой войны» 1990-х годов, сенатор от штата Вашингтон Слейд Гортон призвал ВМФ США «форсировать» Внутренний Проход, хотя он и не является официальным международным водным путем. Споры между Британской Колумбией и Аляской по поводу проливов Диксон-Энтранс и Хекате до настоящего времени так и не разрешены.

## Геология
Основная статья: Геология Тихоокеанского Северо-Запада
Тихоокеанский Северо-Запад до сих пор весьма геологически активен, на его территории расположены множество действующих вулканов и разломов. Последнее крупное землетрясение в регионе было зафиксировано в 1700 году, его магнитуда составила 8,7—9,2. Геологи заявляют, что, сильные землетрясения (с магнитудой 8,0 или выше) происходят в регионе примерно каждые 500 лет, часто сопровождаясь цунами. Имеются данные о как минимум 13 крупных землетрясениях в регионе, случавшихся с интервалом 300—900 лет.
Среди наиболее известных активных вулканов Тихоокеанского Севера-Запада можно отметить: Гарибальди, Бейкер, Рейнир, Сент-Хеленс, Адамс, Худ, Мигер, Джефферсон, Шаста, Глейшер-Пик.
- Вулкан Рейнир — высшая точка штата Вашингтон, 3-я по высоте гора в США[англ.].
- Вулкан Худ — высшая точка штата Орегон, 20-я по высоте гора в США.

## География
Тихоокеанский Северо-Запад — это разнообразный географический регион, в котором доминируют несколько горных хребтов: Береговой хребет, Каскадные горы, Олимпийские горы, горы Колумбия и Скалистые горы. Высшая точка Тихоокеанского Северо-Запада — вулкан Рейнир (4392 м). Вглубь континента от Каскадных гор находятся широкие, как правило, сухие плато. В США это называют Колумбийское плато, в Канаде — Внутреннее плато, плато Фрейзер или в общем Внутренняя Британская Колумбия. Колумбийское плато исторически было местом крупных массовых наводнений ледникового периода, и, как следствие, здесь много ущелий, каньонов и скэблендов (самое известное из них Чаннелд-Скаблендс). Бо́льшая часть плато, особенно в восточной части штата Вашингтон, представляет собой орошаемые пашни. Река Колумбия прорезает глубокое и широкое ущелье по краю Колумбийского плато и через Каскадные горы на своём пути к Тихому океану.
Поскольку во многих районах региона обильные осадки и мягкое лето, на Тихоокеанском Северо-Западе находятся одни из самых пышных и обширных лесов Северной Америки, в которых широко произрастает, например, псевдотсуга Мензиса — второе по высоте вечнозеленое хвойное дерево в мире. Береговая линия региона усеяна многочисленными фьордами, заливами, островами и горами; среди них можно отметить Орегонское побережье, фьорд Беррард, залив Пьюджет, сложные комплексы фьордов Побережья Британской Колумбии и Юго-Восточной Аляски. В этом регионе находится одна из самых длинных в мире береговых линий фьордов.
Крупнейшие острова региона — Ванкувер, Хайда-Гуай, Принсесс-Ройал, Принца Уэльского, Чичагова; архипелаги Сан-Хуан, Галф. Внутреннее море — Селиш, в котором расположены небольшие, но известные острова Уидби, Солт-Спринг, Тексада.
Крупные города Ванкувер, Портленд, Сиэтл и Такома начинались как морские порты, поддерживающие лесозаготовительную, горнодобывающую и сельскохозяйственную промышленность региона, и постепенно превратились в крупные технологические и промышленные центры (такие как, например, Кремниевый лес).
В регионе существует несколько национальных парков: американские — «Озеро Крейтер», «Олимпик», «Маунт-Рейнир», «Норт-Каскейдс»; канадские — «Пасифик-Рим», «Маунт-Ревелсток», «Глейшер», «Кутеней», «Йохо», «Гуаи-Хаанас», «Галф-Айлендс».
Из других природных достопримечательностей региона можно отметить каньон реки Колумбия, каньон Фрейзер, долину реки Фрейзер Адский каньон, ледник Маласпина.
- Каскадные горы
- Остров Солт-Спринг[англ.]
- Каньон реки Колумбия

### Климат
Основными общими климатическими типами Тихоокеанского Северо-Запада являются умеренно-океанические, для которых типичны прохладные температуры и частое облачное небо: как умеренный, так и четырехсезонный, но горный и засушливый климат высоких пустынь типичен для малонаселённых районов к востоку от Каскадных гор. Морской климат наблюдается в большинстве прибрежных районов, как правило, между океаном и высокими горными хребтами, на высокогорье преобладает альпийский климат. Семиаридный и засушливый климат встречается к востоку от высоких гор, особенно в районах с дождевой тенью; известный природный объект (долина) в этом районе — Бассейн Харни. Влажный континентальный климат наблюдается в континентальной глубине региона с наветренной стороны: например, город Ревелсток в Британской Колумбии. Субарктический климат можно встретить на крайнем севере региона, особенно в Юконе и на Аляске.
Из-за летней сухости воздуха и низкой влажности во многих крупных городах региона царит средиземноморский климат. Отсутствие дождей в жаркое время года связано с высоким атмосферным давлением. Тени от гор также значительно уменьшают количество осадков. К западу от Каскадных гор морской климат характеризуется гораздо бо́льшим количеством осадков, чем на западном побережье Европы, из-за орографической облачности, причём в некоторых регионах выпадает до 3500 мм осадков в год. Зи́мы в регионе очень мягкие для своей широты.
Среди жителей региона распространено понятие «Большая тьма». Так они называют период с октября по март, когда световой день сокращается до восьми часов (в период зимнего солнцестояния). В эти месяцы фиксируется большое число сезонных аффективных расстройств.

## Демография
Большинство населения региона проживает в «коридоре» Портленд—Сиэтл—Ванкувер. По оценкам 2016 года здесь жили более девяти миллионов человек. За пределами этого «коридора» плотность населения очень низкая. В конце XIX — начале XX века в регион перебрались жить значительное число темнокожих.
Список самых населённых городов Тихоокеанского Севера-Запада
Сортировка по умолчанию — по количеству жителей, по убыванию. Также любой столбец можно упорядочить по алфавиту / в обратном порядке и по возрастанию / убыванию, нажав на название столбца.
| Город           | Штат (территория)   | Население, чел. (2020—2021) |
| --------------- | ------------------- | --------------------------- |
| Сиэтл           | Вашингтон           | 737 015                     |
| Ванкувер        | Британская Колумбия | 662 248                     |
| Портленд        | Орегон              | 652 503                     |
| Сарри           | Британская Колумбия | 568 322                     |
| Бернаби         | Британская Колумбия | 249 125                     |
| Бойсе           | Айдахо              | 235 684                     |
| Спокан          | Вашингтон           | 228 989                     |
| Такома          | Вашингтон           | 219 346                     |
| Ричмонд         | Британская Колумбия | 209 937                     |
| Ванкувер        | Вашингтон           | 190 915                     |
| Юджин           | Орегон              | 176 654                     |
| Сейлем          | Орегон              | 175 535                     |
| Абботсфорд      | Британская Колумбия | 153 524                     |
| Белвью          | Вашингтон           | 151 854                     |
| Кокуитлам       | Британская Колумбия | 148 625                     |
| Келоуна         | Британская Колумбия | 144 576                     |
| Кент            | Вашингтон           | 136 588                     |
| Лэнгли          | Британская Колумбия | 132 603                     |
| Саанич          | Британская Колумбия | 117 735                     |
| Меридиан        | Айдахо              | 117 635                     |
| Грешем          | Орегон              | 114 247                     |
| Эверетт         | Вашингтон           | 110 629                     |
| Делта           | Британская Колумбия | 108 455                     |
| Рентон          | Вашингтон           | 106 785                     |
| Хилсборо        | Орегон              | 106 447                     |
| Спокан-Валли    | Вашингтон           | 102 976                     |
| Федерал-Уэй     | Вашингтон           | 101 030                     |
| Нампа           | Айдахо              | 100 200                     |
| Нанаймо         | Британская Колумбия | 99 863                      |
| Бенд            | Орегон              | 99 178                      |
| Камлупс         | Британская Колумбия | 97 902                      |
| Бивертон        | Орегон              | 97 494                      |
| Якима           | Вашингтон           | 96 968                      |
| Чилливак        | Британская Колумбия | 93 203                      |
| Керкленд        | Вашингтон           | 92 175                      |
| Виктория        | Британская Колумбия | 91 867                      |
| Беллингхем      | Вашингтон           | 91 482                      |
| Мейпл-Ридж      | Британская Колумбия | 90 990                      |
| Норт-Ванкувер   | Британская Колумбия | 88 168                      |
| Медфорд         | Орегон              | 85 824                      |
| Кенневик        | Вашингтон           | 83 921                      |
| Нью-Уэстминстер | Британская Колумбия | 78 916                      |
| Принс-Джордж    | Британская Колумбия | 76 708                      |
| Редмонд         | Вашингтон           | 73 256                      |

### Язык
Большинство жителей региона разговаривают на диалекте, называемом «тихоокеанский северо-западный английский». В XIX веке и первой половине XX века заметное количество жителей также использовали «чинукский жаргон», но с 1970-х годов он находится на грани исчезновения. В свои лучшие времена на этом жаргоне разговаривали «около 250 тысяч человек от Аляски до Орегона». Вояжёры разговаривали преимущественно на французском языке.
Основные культуры региона — англо-американская, англо-канадская и скандинаво-американская. Однако, к примеру, 23 % населения Ванкувера — китайцы, а 50 % — не говорят на английском языке в качестве своего родного языка.

### Духовность и религия
На Тихоокеанском Северо-Западе низкий уровень посещения церкви и большое количество атеистов (по сравнению с другими регионами США и Канады). В Британской Колумбии количество атеистов составляет 44 %, в штатах Вашингтон и Орегон — примерно по 25 %. Восточные духовные верования были приняты необычайно большим числом людей региона (по североамериканским стандартам), и тибетский буддизм, в частности, имеет большое количество последователей. В регионе встречаются уникальные христианские общины: от духоборов до меннонитов. В долине Уилламетт живёт большое число русских старообрядцев. В Ванкувере есть община исмаилистов, насчитывающая 11 тысяч человек. Два из пяти сингонских храмов Америки находятся в Сиэтле. Церковь «Нового мышления» создала организацию Living Enrichment Center, в её ряды были приняты 4000 членов, существовала она с 1992 по 2004 год в орегонском городе Уилсонвилл.
В регионе живут известные «духовные лидеры»: Нил Дональд Уолш (автор литературного сборника «Беседы с Богом», живёт в городе Ашленд, штат Орегон); Экхарт Толле (автор книги «Сила настоящего», живёт в Ванкувере, Британская Колумбия).

## Экономика
В регионе очень развита и многообразна экономика. Здесь расположены штаб-квартиры или просто крупные подразделения многих известных компаний.
- Сельское хозяйство. В заметных количествах выращиваются фрукты, картофель, овощи, пшеница, ячмень, лесные орехи.
- Авиакосмическая промышленность. Boeing, Air Canada, Alaska Airlines, CHC Helicopter, Esterline[англ.], Glasair Aviation[англ.], Precision Castparts Corp.[англ.]
- Многопрофильные компании. Jim Pattison Group[англ.], Finning[англ.], Seaspan ULC[англ.].
- Теле- и кинокомпании. Lionsgate, Lionsgate Television, Vancouver Film Studios[англ.], The Bridge Studios[англ.].
- Финансовые компании и банки. Royal Bank of Canada, HSBC Bank Canada[англ.], Russell Investments[англ.] (Zillow), Umpqua Holdings Corporation.
- Лесное хозяйство. Weyerhaeuser[англ.], Canfor[англ.], Boise Cascade[англ.].
- Рыбная ловля и консервирование. В заметных количествах добываются и консервируются лосось, палтус, сельдь, крабы, морские ежи, устрицы, гуидаки и другие моллюски.
- Высокотехнологичные предприятия и компании в сфере электронной коммерции. Microsoft, Intel, F5, Inc., Nintendo, Tektronix, Amazon, Expedia, Ballard Power Systems, MDA[англ.], EA Vancouver, Micron Technology, T-Mobile US, Electronic Arts.
- Гидроэлектростанции. Гранд-Кули, Бонневилл[англ.], BC Hydro[англ.].
- Крупные розничные торговые компании. London Drugs[англ.], Costco, Starbucks, Tully's Coffee[англ.], Zumiez[англ.], Albertsons.
  - Обувные и одёжные компании. Nike, Nordstrom, Adidas, Columbia Sportswear, REI[англ.], Lululemon Athletica[англ.], Eddie Bauer[англ.], Mountain Equipment Co-op[англ.].
- Крафтовые пивоварни. Deschutes Brewery[англ.], Pyramid Breweries[англ.], Widmer Brothers Brewery[англ.].
- Горнодобывающая промышленность. Goldcorp[англ.], Teck Resources.
- Туризм. В регионе хорошо развиты такие виды спорта и отдыха как горные лыжи, сноуборд, пешие прогулки, каякинг, рафтинг, рыбалка, катание на горных велосипедах, водные виды спорта.

Из-за обилия дешёвой электроэнергии (от многочисленных ГЭС) в регионе некогда была очень развита выплавка алюминия. Электроэнергия, вырабатываемая плотинами гидроэлектростанций на реке Колумбия, в середине XX века питала по меньшей мере десять алюминиевых заводов. К концу Второй мировой войны эти плавильные заводы производили более трети всего алюминия в США. К первому десятилетию XXI века алюминиевая промышленность в регионе практически прекратила свое существование.

## Образование
В регионе работает большое количество колледжей и университетов.
- Британская Колумбия:
  - Список колледжей Британской Колумбии[англ.]
- Айдахо:
  - Список колледжей и университетов Айдахо
- Орегон:
  - Список колледжей и университетов Орегона[англ.]
- Вашингтон
  - Список колледжей и университетов штата Вашингтон[англ.]

## Культура
Тихоокеанский Северо-Запад неоднократно предлагалось сделать отдельным независимым государством в связи со своей разнящейся от других природой и культурой. В 1970 году появился термин «Республика Каскадия». Границы этой «республики» весьма расплывчаты, но по примерным оценкам, если бы Каскадия существовала, то занимала бы площадь почти 1,4 млн км², и в ней проживало бы более 17 миллионов человек. Также существуют предложения по созданию «штата Джефферсон», «штата Линкольн» и «Северо-Западного территориального императива».
Медицинская марихуана легальна в Британской Колумбии, Вашингтоне и Орегоне, но не в Айдахо.
Разнообразные движения в защиту окружающей среды широко распространены в регионе, особенно к западу от Каскадных гор. Ныне широко известная организация «Гринпис» появилась в начале 1970-х годов в Ванкувере. В 1977 году в городке Фрайди-Харбор была основана организация Sea Shepherd.
Хорошо развиты переработка отходов и общественный транспорт.
В регионе живёт (или родом с Тихоокеанского Северо-Запада) множество известных музыкантов.
Кухня региона имеет мировую известность. Для неё типичны блюда из лосося, палтуса, моллюсков, гекльберри, marionberry (местный сорт ежевики). В Сиэтле и его пригородах распространены тэрияки-рестораны. В Портленде работает большое число небольших пивоварен.
- «Кубок Каскадии»
- Мужчина с флагом Каскадии в Портленде (Орегон)

## Транспорт
В списке «50 самых „зелёных“ городов Америки» (2007, ресурс popsci.com) несколько городов Тихоокеанского Северо-Запада включены в первую десятку:
- Портленд (Орегон) — 1-е место
- Юджин (Орегон) — 5-е место
- Сиэтл (Вашингтон) — 8-е место

В регионе процветает «велосипедная культура», большое количество жителей пользуется велосипедом как альтернативой общественному и личному автотранспорту. Ресурс Forbes Traveler в 2008 году поместил Портленд на первое место в своём списке «Самые велосипедные города Северной Америки».
В Сиэтле с 1993 года функционирует правительственное агентство Sound Transit, координирующее работу общественного транспорта в регионе. В Портленде аналогичные функции выполняет агентство TriMet, в Ванкувере — TransLink.
См. также статьи Amtrak Cascades, Coast Starlight, I-5, I-90, Транспорт в Сиэтле, Транспорт в Портленде и Транспорт в Ванкувере